# Törvényes képviselő
A jogtudományban a törvényes képviselő fogalma összefoglaló elnevezés, amit a polgári jog és a közigazgatási jog használ.
A polgári jogban a törvényes képviselő
- a szülői felügyeletet együttesen gyakorló mindkét szülő,
- a szülői felügyeletet egyedül gyakorló egyik szülő,
- a gyám[1] és
- a gondnok.

A közigazgatási jogban törvényes képviselőnek nevezzük azt a képviselőt, aki nem meghatalmazás alapján, hanem törvény rendelkezése következtében jogosult a képviselet ellátására. Ide tartoznak
- a közigazgatási jog szerinti törvényes képviselők, illetve
- a jogi személy vezetője.

## Külső hivatkozások
- Hatályos magyar Polgári Törvénykönyv[halott link]
- Hatályba nem lépett magyar Polgári Törvénykönyv